# Singapurische Badminton-Mannschaftsmeisterschaft
Singapurische Badminton-Mannschaftsmeisterschaften werden seit 1965 ausgetragen.

## Die Sieger
| Saison    | Sieger              |
| --------- | ------------------- |
| 1965      | Fraser and Neave SC |
| 1966      | Fraser and Neave SC |
| 1968      | Standard BP         |
| 1969      | Standard BP         |
| 1970 2024 | keine Daten         |